# Macquarie Centre
Macquarie Centre är ett köpcentrum i förorten Macquarie Park i norra Sydney. Centrumet ligger intill Macquarie Universitets campus.

## Transport
Tunnelbanelinjen Metro North West Line erbjuder förbindelser genom Macquarie University station med tåg från Chatswood och Tallawong.
Macquarie Centre har busslinjer till och från Sydney CBD, North Shore, norra Sydney och västra Sydney, samt intilliggande förorter. Majoriteten av busslinjerna stannar vid Herring Road framför köpcentrumets huvudentré. 

## Historia
År 1968 köpte Grace Bros. 6,5 hektar land i North Ryde med planer på att bygga ett köpcentrum. Konkurrenten David Jones hade också visat intresse i området, med egna planer att bygga ett köpcentrum vid Epping Road i Macquarie Park. I november 1969 godkände delstatsregeringen Grace Bros. planer, medan David Jones planer avvisades.
Bygget av centrumet påbörjades inte förrän 1979, då AMP Limited gick med på att bli majoritetsägare och förse en större del av finansieringen för köpcentret på $80 miljoner AUD. Köpcentrumet hade ett planerat öppningsdatum under påsken 1981, men förseningar flyttade fram datumet först till september 1981, och sedan november samma år. Centrumet invigdes officiellt den 17 november 1981 av New South Wales premiärminister Neville Wran. Centrumet innehöll bland annat en ishall, Grace Bros., Big W, Target, Woolworths, samt 130 andra mindre butiker.